# Calanthe clavata
Calanthe clavata är en orkidéart som beskrevs av John Lindley. Calanthe clavata ingår i släktet Calanthe och familjen orkidéer. Inga underarter finns listade i Catalogue of Life.